# Christoph Schwartz

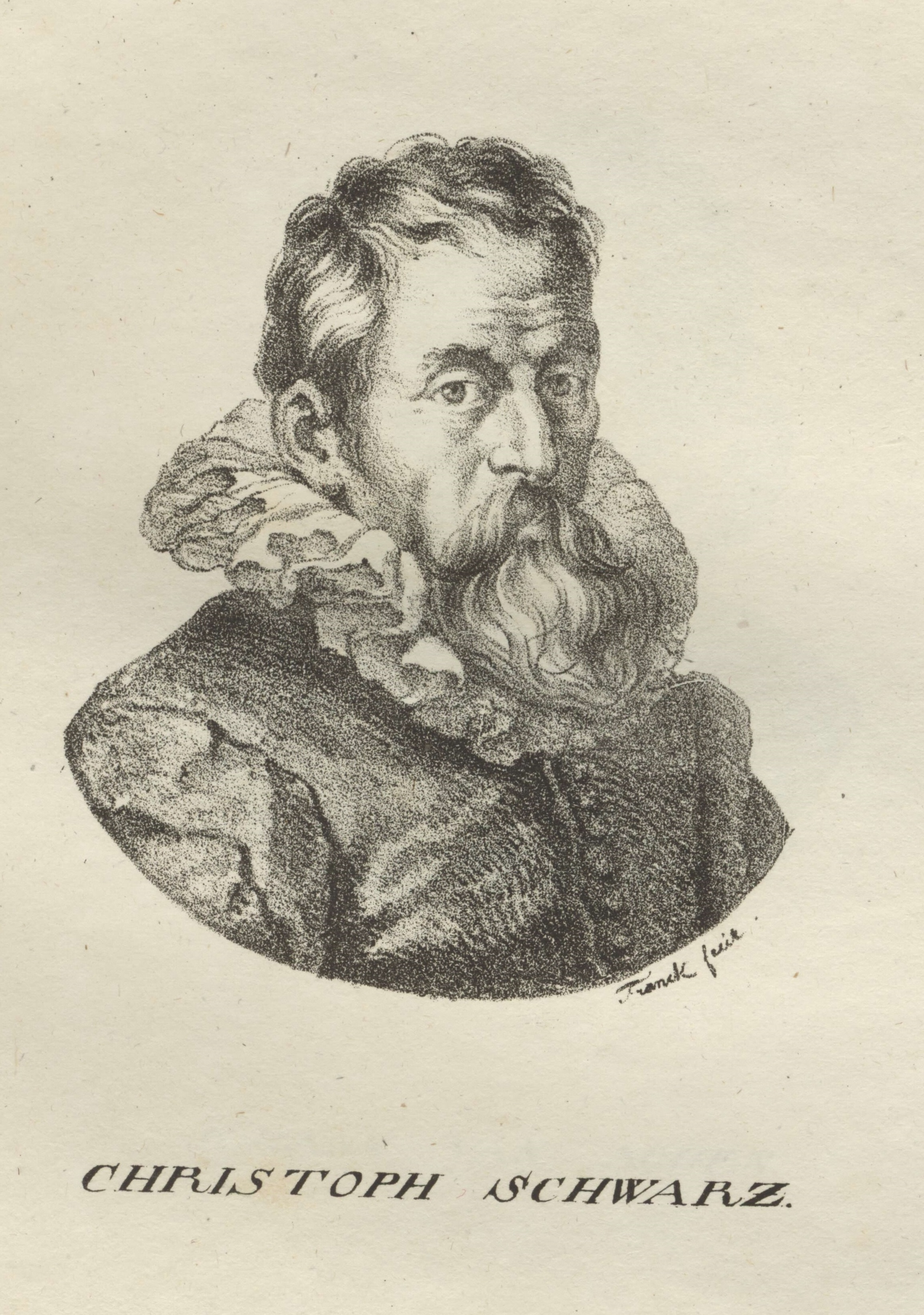
Porträt (Lithografie aus der Künstler-Galerie von Maximilian Franck 1818)

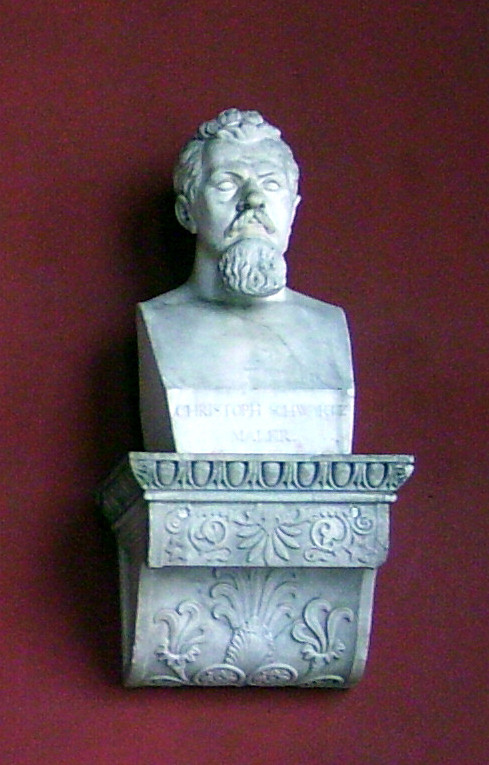
Christoph Schwartz, Büste in der Ruhmeshalle (München)

Christoph Schwartz, auch Schwarz (* um 1548 in München; † 15. April 1592 ebenda), war Hofmaler in München.
Schwartz wurde etwa 1548 als Sohn eines Goldschmieds in München geboren, wo er von 1560 bis 1566 bei Melchior Bocksberger zum Maler und Freskanten ausgebildet wurde. Während seiner Wanderschaft kam er 1566 auch nach Augsburg. Im Jahr 1569 bekam er das Bürger- und Meisterrecht von München verliehen. Im Jahr 1570 ging er nach Venedig, wo er viele Einflüsse der venezianischen Malweise übernahm, die er in Bayern bekannt machte. Nach drei Jahren kehrte er wieder zurück und wurde 1573 zuerst Stadt-, ein Jahr später dann Hofmaler in München. Er bekam unter anderem Aufträge von der Familie Fugger, für die er 1584 das Altarblatt Maria mit dem Jesuskind über Wolken malte. Bestimmt war das Kunstwerk für die Jesuitenkirche St. Salvator, der heutigen St. Anna im Lehel in München. Für Octavianus Secundus Fugger malte er ein Altargemälde für die Benediktuskapelle in St. Ulrich und Afra, der heutigen Georgskapelle. Dieses Werk wurde von Schwartz jedoch lediglich geplant und begonnen, es ist ein eigenhändiger Entwurf erhalten, beendet und signiert wurde das Altarblatt allerdings von aber von Peter Candid.
In der Münchner Renaissancekirche St. Michael hängt das Hochaltarbild „St. Michael im Kampf mit dem Teufel“ von 1587.
Im Kunsthistorischen Museum Wien hängt das Gemälde „Tod des Adonis“ von ca. 1570/1580 (Inv..-Nr. GG 3827) (Kopie als Zeichnung in der Universitätsbibliothek Würzburg, Delin. VII,5,23).

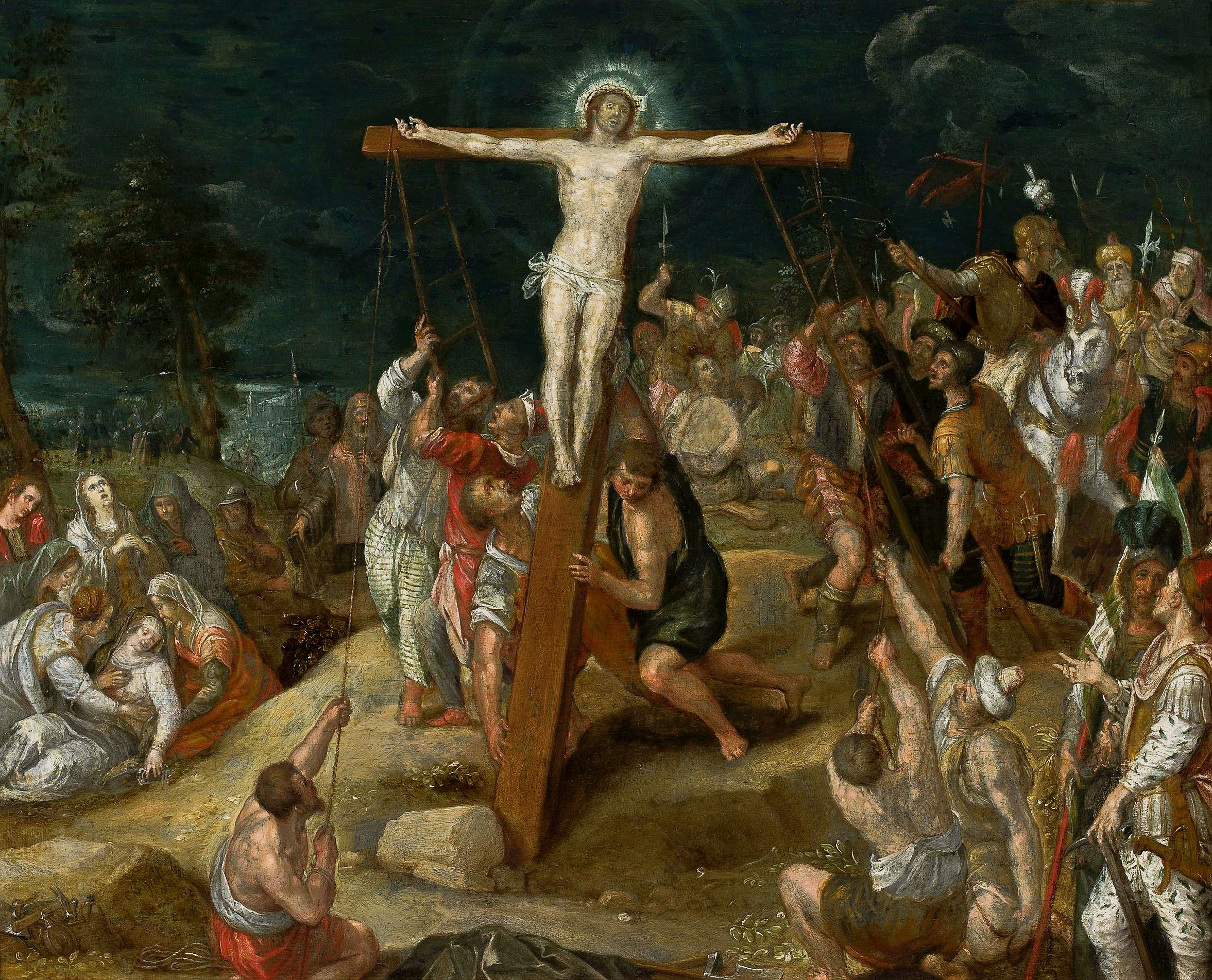
Christoph Schwartz, „Die Kreuzaufrichtung“, Öl auf Eichenholz, im Nationalmuseum in Warschau

1587 malte Schwartz im kleinen Format auf Kupfer das Bild „Die Kreuzaufrichtung“, das heute im Lenbach-Haus in München verwahrt wird. Eine zweite, qualitativ mindere Version hängt im Nationalmuseum in Warschau. Das Thema der Kreuzaufrichtung war damals ein eher seltenes unter den Altarbildern. Über einen Kupferstich, 1590 von Aegidius Sadler angefertigt, wurde dieses Bild in Europa bekannt und danach mehrfach kopiert. Es existieren im großen Format Gemälde etwa in der St.-Anna-Kirche in Augsburg, in Antwerpen und in der kleinsten deutschen Stadt, in Arnis. Das Gemälde in Arnis in der dortigen Kirche ist das einzige Bild im Hochformat.